# XIe législature des Cortes de Castille-et-León
La XIe législature des Cortes de Castille-et-León est un cycle parlementaire des Cortes de Castille-et-León, d'une durée initiale de quatre ans, ouvert le 10 mars 2022 à la suite des élections du 13 février précédent.

## Bureau
| Poste                   | Titulaire         | Parti | Parti | Circonscription |
| ----------------------- | ----------------- | ----- | ----- | --------------- |
| Président               | Carlos Pollán     |       | Vox   | León            |
| Premier vice-président  | Francisco Vázquez |       | PP    | Ségovie         |
| Seconde vice-présidente | Ana Sánchez       |       | PSOE  | Zamora          |
| Premier secrétaire      | Diego Moreno      |       | PSOE  | León            |
| Deuxième secrétaire     | Rosa Esteban      |       | PP    | Salamanque      |
| Troisième secrétaire    | Fátima Pinacho    |       | Vox   | Valladolid      |

## Groupes parlementaires
| Nom | Nom                   | Début | Fin | Porte-parole                                      |
| --- | --------------------- | ----- | --- | ------------------------------------------------- |
|     | Groupe populaire      | 31    |     | Raúl de la Hoz                                    |
|     | Groupe socialiste     | 28    |     | Luis Tudanca                                      |
|     | Groupe VOX            | 13    |     | Juan García-Gallardo Carlos Menéndez (20/04/2022) |
|     | Groupe UPL-¡Soria Ya! | 6     |     | Luis Mariano Santos Ángel Ceña                    |
|     | Mixte                 | 3     |     | Poste tournant                                    |

## Commissions parlementaires
| Commission                                                                   | Président                        | Parti | Parti | Circonscription |
| ---------------------------------------------------------------------------- | -------------------------------- | ----- | ----- | --------------- |
| Commissions permanentes législatives                                         |                                  |       |       |                 |
| Commission de l'Agriculture, de l'Élevage et du Développement rural          | Susana Suárez                    | Vox   |       | Ségovie         |
| Commission de l'Agriculture, de l'Élevage et du Développement rural          | Rosa Hernando (14/09/2022)       | Vox   |       | Burgos          |
| Commission de la Culture, du Tourisme et du Sport                            | Teresa Rodríguez                 | Vox   |       | Salamanque      |
| Commission de la Culture, du Tourisme et du Sport                            | José Palomo (16/09/2022)         | Vox   |       | Ávila           |
| Commission de l'Économie et des Finances                                     | Paloma Vallejo                   | PP    |       | Valladolid      |
| Commission de l'Économie et des Finances                                     | José Alberto Castro (11/09/2023) | PP    |       | Zamora          |
| Commission de l'Éducation                                                    | Leticia García                   | PP    |       | Zamora          |
| Commission de l'Éducation                                                    | Pedro Heras (20/05/2022)         | PP    |       | Soria           |
| Commission de la Famille et de l'Égalité des chances                         | Inmaculada Ranedo                | PP    |       | Burgos          |
| Commission de l'Industrie, du Commerce et de l'Emploi                        | Francisco Carrera                | Vox   |       | Valladolid      |
| Commission de la Présidence                                                  | Ramiro Ruiz                      | PP    |       | Valladolid      |
| Commission de la Présidence                                                  | À venir                          | PP    |       |                 |
| Commission de l'Environnement, du Logement et de l'Aménagement du territoire | Mercedes Cófreces                | PP    |       | Palencia        |
| Commission de l'Environnement, du Logement et de l'Aménagement du territoire | Beatriz Coelho (12/09/2023)      | PP    |       | León            |
| Commission de la Mobilité et de la Transformation numérique                  | Emilio Berzosa                   | PP    |       | Burgos          |
| Commission de la Santé                                                       | Ángeles García                   | PP    |       | Ségovie         |
| Commission de la Santé                                                       | Ángeles Prieto (14/09/2023)      | PP    |       | Ávila           |
| Commission du Statut                                                         | Noemí Rojo                       | PP    |       | Valladolid      |
| Commission du Statut                                                         | À venir                          | PP    |       |                 |
| Commissions permanentes non-législatives                                     |                                  |       |       |                 |
| Commission du Règlement                                                      | Carlos Pollán                    | Vox   |       | León            |
| Commission des Députés                                                       | Noemí Rojo                       | PP    |       | Valladolid      |
| Commission des Députés                                                       | À venir                          | PP    |       |                 |
| Commission des Relations avec le Défenseur du peuple                         | Teresa Rodríguez                 | Vox   |       | Salamanque      |
| Commission des Relations avec le Défenseur du peuple                         | Javier Teira (21/06/2022)        | Vox   |       | Salamanque      |

## Gouvernement et opposition

### Investiture
| Candidat                       | Date                                     | Vote       |    |      |     |     |    |    |    |     | Résultat |
| Candidat                       | Date                                     | Vote       | PP | PSOE | Vox | UPL | SY | Cs | UP | XAV | Résultat |
| Alfonso Fernández Mañueco (PP) | 11 avril 2022 (majorité absolue requise) | Oui        | 31 |      | 13  |     |    |    |    |     | 44 / 81  |
| Alfonso Fernández Mañueco (PP) | 11 avril 2022 (majorité absolue requise) | Non        |    | 28   |     | 3   | 3  | 1  | 1  | 1   | 37 / 81  |
| Alfonso Fernández Mañueco (PP) | 11 avril 2022 (majorité absolue requise) | Abstention |    |      |     |     |    |    |    |     | 0 / 81   |

## Désignations

### Sénateurs
| Parti | Parti                   | Sénateurs désignés      | Voix |
| ----- | ----------------------- | ----------------------- | ---- |
| PP    |                         | Vidal Galicia Jaramillo | 44   |
| PP    | Javier Maroto Aranzábal |                         | 44   |
| PSOE  |                         | Francisco Díaz Muñoz    | 44   |

- Désignation : 10 mai 2022.